# Kanton Le Sel-de-Bretagne
Der Kanton Le Sel-de-Bretagne war von 1790 bis 2015 ein französischer Wahlkreis im Arrondissement Redon, im Département Ille-et-Vilaine und in der Region Bretagne; sein Hauptort war Le Sel-de-Bretagne.

## Geschichte
Der Kanton entstand am 15. Februar 1790. Von 1801 bis 2015 gehörten acht Gemeinden zum Kanton Le Sel-de-Bretagne, der bis 1967 Kanton Le Sel hieß. 2015 wurde der Kanton aufgelöst und die Gemeinden wechselten zu anderen Kantonen.

## Lage
Der Kanton lag im Süden des Départements Ille-et-Vilaine. 

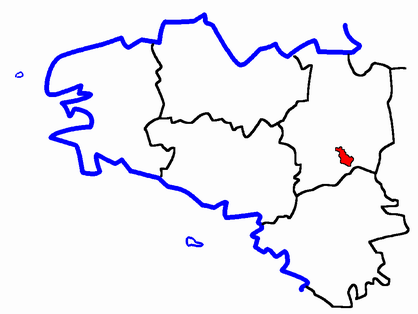
Lage des Kantons Le Sel-de-Bretagne innerhalb der Bretagne

## Gemeinden
Der Kanton Le Sel-de-Bretagne umfasste acht Gemeinden:
| Gemeinde             | Bretonisch      | Einwohner (2022) | Fläche (km²) | Code postal | Code Insee |
| -------------------- | --------------- | ---------------- | ------------ | ----------- | ---------- |
| La Bosse-de-Bretagne | Bosenn          | 691              | 10.21        | 35320       | 35030      |
| Chanteloup           | Kantlou         | 1.881            | 17.53        | 35150       | 35054      |
| La Couyère           | Ar Gouer        | 447              | 11.72        | 35320       | 35089      |
| Lalleu               | An Alloz        | 581              | 15.47        | 35320       | 35140      |
| Le Petit-Fougeray    | Felgerieg-Vihan | 886              | 8.95         | 35320       | 35218      |
| Saulnières           | Saoner          | 798              | 10.34        | 35320       | 35321      |
| Le Sel-de-Bretagne   | Ar Sal          | 1.102            | 8.10         | 35320       | 35322      |
| Tresbœuf             | Trevo           | 1.235            | 25.33        | 35320       | 35343      |
| Kanton               | Ar Sal          | 7255             | 107.65       | -           | 3540       |

## Politik
Der Kanton hatte bis zu seiner Auflösung folgende Abgeordnete im Rat des Départements:
| Vertreter im conseil général des Départements | Vertreter im conseil général des Départements | Vertreter im conseil général des Départements |
| Amtszeit                                      | Name                                          | Partei                                        |
| --------------------------------------------- | --------------------------------------------- | --------------------------------------------- |
| 1945–1961                                     | Jean-Marie Douessin                           | Rad.                                          |
| 1961–1998                                     | André Hupel                                   | DVD                                           |
| 1998–2004                                     | Annie Moutel                                  | DVD                                           |
| 2004–2015                                     | Gilbert Ménard                                | DVG                                           |